# Mario Alberto Zingaretti
Mario Alberto Zingaretti (Arcevia, 5 settembre 1890 – Ancona, 29 ottobre 1972) è stato un sindacalista, partigiano e antifascista italiano.

## Biografia
La vita di Zingaretti sino alla Liberazione, ma anche dopo questa data, è tutta percorsa da arresti, aggressioni fasciste e carcerazioni. 
Nel 1911, giovane socialista, finisce in carcere per aver contestato una manifestazione clerico-liberale in appoggio della guerra di Libia. Tre anni dopo, con una trentina di giovani del PSI, prende parte alla manifestazione che darà il via alla "settimana rossa" di Ancona.
Già prima della grande guerra è responsabile della Lega lavoranti sarti della CdL e, nell'estate del 1919, è tra i dirigenti dell'agitazione contro il caroviveri. Alla fine di quello stesso anno fonda il settimanale Bandiera Rossa, attorno al quale si raccoglieranno le forze più progressiste delle Marche.
Nell'aprile del 1920 dirige uno sciopero, che durerà quasi un mese, di 150 lavoranti sarti di un'azienda di abbigliamento.
Nel giugno del 1920 finisce in carcere per quella che è ricordata come "la rivolta dei Bersaglieri". 
Nel 1921, al Congresso socialista di Livorno, Zingaretti è tra i fondatori del PCdI e nel 1922, come segretario della CdL anconetana, è tra gli artefici della mobilitazione unitaria contro gli squadristi della città che gli devastano la casa ma non riescono a catturarlo.
Processato per la mobilitazione antifascista e amnistiato, ma il 16 ottobre del 1922 non riesce a sfuggire ai fascisti che lo prelevano ad Altidona dai parenti. Zingaretti viene picchiato a sangue e abbandonato in fin di vita in una scarpata. Si riprenderà e a dicembre sarà a Fermo per diffondere materiale di propaganda comunista, da cui seguirà una nuova incarcerazione e nuovo proscioglimento.
Nel 1924 riceve un'altra aggressione fascista nella sua casa di Ancona, dopo che i comunisti marchigiani riuscirono a far eleggere deputato Albano Corneli, col quale Zingaretti e altri aveva fondato il giornale Bandiera Rossa. Il trasferimento a Roma per ragioni di sicurezza divenne a quel punto inevitabile. Nella capitale Zingaretti si occupa del "Soccorso Rosso". Ma anche qui non sfugge alla persecuzione poliziesca. Con l'emanazione delle leggi eccezionali, nel 1926 finisce al confino a Lipari, poi in carcere a Siracusa. 
Liberato nel dicembre del 1929, nell'estate del 1930, è incarcerato a Regina Coeli e quindi inviato per 5 anni al confino a Ponza,  dove lo raggiungono la moglie e il figlio. Tornerà ad Ancona soltanto nel 1937 allo scoppio della Seconda guerra mondiale, sarà lui ad organizzare e unificare il movimento antifascista. 
Nel maggio del 1943 è arrestato con molti antifascisti anconetani, soprattutto di "Giustizia e Libertà". Dal carcere uscirà solo dopo l'8 settembre, ovvero alla caduta di Mussolini e si darà subito a organizzare il suo partito nella provincia di Ascoli. È sempre lui che promuoverà la costituzione e lo sviluppo del Comitato di Liberazione Nazionale nella zona di Arcevia, Sassoferrato, Fabriano e che darà il via all'organizzazione della guerriglia.
Subito dopo la Liberazione farà altri 18 giorni di carcere per aver affisso manifesti senza l'autorizzazione degli inglesi.
Nel novembre del 1944 viene chiamato a reggere l'incarico della segreteria della CdL di Ancona, dove resterà in carica per circa un decennio, ricoprendo anche mandati di consigliere comunale e di membro del Comitato federale del Partito Comunista Italiano.
Una via di Ancona porta il nome di Mario Alberto Zingaretti.